# 達勒姆角
85°32′S 151°12′W / 85.533°S 151.200°W
達勒姆角（英語：Durham Point），是南極洲的海岬，位於古爾德海岸，處於塔普利山脈西北端，屬於毛德王后山脈的一部分，在1934年12月由美國探險隊發現，現時由南極條約體系管理。